# 하이드록시시트릭산
하이드록시시트릭산(Hydroxycitric acid, HCA)은 시트르산에서 유래된 물질로 가르시니아 캄보지아나 무궁화속과 같은 식물에서 발견된다.
네 개의 이성질체를 갖고 있으며 (+)-(-)-하이드록시시트릭 산,(+)-(-)-allo-하이드록시시트릭산이다. (-)-하이드록시시트릭산 이성질체는 가르시니아 열매에서 발견된다.

## 생물학적 역할
HCA는 신진대사를 조절하는 역할을 하는 것으로 알려져 있다. 그러나 HCA는 체중 감량 또는 지방 연소의 역할을 하지는 않으며 소화기 통증을 유발할 수 있다는 점에서 소화기 질환을 가진 환자에게의 사용을 주의해야 한다. 이성질체 중 하나인 HCA,(2S,3R)-HCA는 탄수화물을 지방으로 변환하는 신진대사를 차단하는 역할을 한다. 쥐실험에서 가르시니아 캄보지아 추출물이 지방 축적을 막는 역할과 동시에 남성의 생식기에 독성작용을 한다는 주장이 제기되었으나 실험상의 결함으로 인해 이 연구는 제외되었다. 또한 HCA는 흔하지 않게 콩팥에서 형성된 결석을 제거하는 역할을 한다.